# Peter Arntz
Peter Arntz (Leuth, 1953. február 5. –) Európa-bajnoki bronzérmes holland labdarúgó, középpályás.

## Pályafutása

### Klubcsapatban
1970 és 1976 között a Go Ahead Eagles csapatában szerepelt. 1976 és 1985 között az alkmaari AZ labdarúgója volt, ahol tagja volt az 1980–81-es UEFA-kupa döntős csapatnak. 1985-ben fejezte be az aktív labdarúgást.

### A válogatottban
1975 és 1981 között öt alkalommal szerepelt a holland válogatottban. Tagja volt az 1976-os Európa-bajnoki bronzérmes csapatnak.

## Sikerei, díjai
Hollandia
- Európa-bajnokság
  - bronzérmes: 1976, Jugoszlávia

 AZ
- Holland bajnokság
  - bajnok:  1980–81
- Holland kupa (KNVB beker)
  - győztes: 1978, 1981, 1982
- UEFA-kupa
  - döntős: 1980–81

## Statisztika

### Mérkőzései a holland válogatottban
| Hollandia | Hollandia         | Hollandia                            | Hollandia   | Hollandia | Hollandia | Hollandia     | Hollandia | Hollandia |
| #         | Dátum             | Helyszín                             | Hazai       | Eredmény  | Vendég    | Kiírás        | Gólok     | Esemény   |
| --------- | ----------------- | ------------------------------------ | ----------- | --------- | --------- | ------------- | --------- | --------- |
| 1.        | 1975. április 30. | Antwerpen, Bosuilstadion             | Belgium     | 1 – 0     | Hollandia | barátságos    | -         | 46'       |
| 2.        | 1975. május 31.   | Belgrád, JNA Stadion                 | Jugoszlávia | 3 – 0     | Hollandia | barátságos    | -         | 71'       |
| 3.        | 1976. június 19.  | Zágráb, Maksimir Stadion             | Jugoszlávia | 2 – 3     | Hollandia | Eb 3. helyért | -         | 70'       |
| 4.        | 1981. január 6.   | Montevideo, Estadio Centenario (URU) | Olaszország | 1 – 1     | Hollandia | Mundialito    | -         | 59'       |
| 5.        | 1981. február 22. | Groningen, Stadion Oosterpark        | Hollandia   | 3 – 0     | Ciprus    | vb-selejtező  | -         | 46'       |
|           | Összesen          |                                      |             | 5         | mérkőzés  |               | 0         | gól       |